# Străulești (metropolitana di Bucarest)
Străulești è una stazione della linea M4 della metropolitana di Bucarest.  È il capolinea nord della linea.
La stazione è stata inaugurata il 31 marzo 2017 come parte del prolungamento della linea da Parc Bazilescu. Si trova vicino all'uscita nord-ovest di Bucarest in direzione Mogoșoaia e comprende un nuovo deposito della metropolitana e un parcheggio di interscambio. Il suo scopo principale è incoraggiare le persone che lavorano a Bucarest a parcheggiare la propria auto all'ingresso della città e proseguire il viaggio con i mezzi pubblici.